# Katrin Kallsberg
Katrin Kallsberg (født 30 juli 1967 i Danmark) er en færøsk læge og politiker (T). Hun blev ved valget i 2015 indvalgt i Lagtinget.

## Opvækst, uddannelse og lægekarriere
Kallsberg er født i Danmark, da hun var seks år flyttede familien hjem til Færøerne, hvor hun voksede op i Tórshavn og Eiði. Hun er student fra Føroya Studentaskúli og HF-skeið og cand.med fra Københavns Universitet. Efter afsluttet turnus tog hun i 1995 til Srebrenica i Bosnien-Hercegovina for Læger uden Grænser, derefter arbejdede hun som læge på Færøerne, før hun i 1999 tog til Norge, hvor hun uddannede sig til speciallæge i gynækologi og obstetrik. Efter afsluttede speciallægeuddannelse vendte hun i 2002 hjem til Tórshavn. 
Kallsberg arbejder i dag som overlæge ved gynækologisk ambulatorium på Landssygehuset i Torshavn.

## Offentlige hverv og politisk karriere
Katrin Kallsberg har været en markant stemme i den offentlige debat på Færøerne i mange år, og hun har medvirket i fjernsynsudsendelsen Fólksins Rødd og radiodebatprogrammet Also.
I juni 2012 blev hun udpeget til formand for Færøernes ligestillingsnævn Javnstøðunevndin, et hverv hun varetog frem til februar 2016.
Ved lagtingsvalget i 2015 blev hun opstillet af venstrefløjspartiet Tjóðveldi i Tórshavn og kom i lagtinget, hvor blev formand for Velfærdsudvalgetog medlem af Kulturudvalget.

## Familie
Hun er datter af Kaj og Olga Kallsberg. I 1995 giftede hun sig med Poul Henrik Poulsen, søn af forhenværende landstyremand og lagtingsmedlem Tórbjørn Poulsen, og de blev forældre til Sólja (2002) og Brandur Kallsberg (2005). Hendes mand døde af kræft.